# 林永謀
林永謀（1938年11月2日—）台湾高雄人，曾任檢察官、法官，並曾任中華民國司法院大法官。

## 經歷
林永謀早年入台大法律系，是陳水扁的學長，大學期間陸續參加國家考試，大一升大二時考上律師特考、大二升大三時，通過推事檢察官特考，取得司法官錄用資格。1961年大學畢業後，到司法官訓練所受訓(第五期)，自此投身司法界。
不到24歲，林永謀便出任推事，專攻刑法、刑事訴訟法。在42年的司法生涯中，林永謀历任檢察官、法官，從一審、二審、三審，從刑事案件到民事案件。1968年、1983年两度被保舉為最優公務員，獲蔣中正總統、蔣經國總統召見。
1994年，獲李登輝總統提名出任第六屆司法院大法官；因司法院院長、副院長迴避，針對「三一九槍擊事件真相調查特別委員會條例」釋憲案，出任第五次憲法法庭審判長。
1997年，中華民國通過第四次修憲案，調整大法官任命及任期制度。2000年，第六次修憲案，改為「經立法院同意任命」。2003年，林永謀獲陳水扁提名續任司法院大法官。

## 家庭
林永謀育有兩子一女，後來均成为國立台灣大學學生，後均获美國名校博士學位。
- 长子：林超駿，國立台灣大學學士、美國西北大學碩士、获美國西北大學法學博士，專攻憲法，在高雄大學、東吳大學授課，現為國立臺北大學教授。[1]
- 次子：林超驊，國立台灣大學學士、美國康乃爾大學碩士、获美國史丹佛大學土木工程學博士，現為德意志台北分行環球企業資本市場董事。[1]
  - 第一任儿媳：駱怡君，林超驊的前妻。駱怡君的父親駱錦明是台灣工業銀行董事長。[1]
  - 第二任儿媳：向语洁（原名向丽雯），2012年1月与林超驊结婚，育有一女(Shannon)一子。[6][7]
- 女兒：林超琦，國立台灣大學學士、國立台灣大學碩士、获美國史丹福大學政治學博士，專攻政治學，現為國立政治大學專任教授。[1]